# Stor-Korpåstjärnen
Stor-Korpåstjärnen är en sjö i Sollefteå kommun i Ångermanland och ingår i Ångermanälvens huvudavrinningsområde.